# ماريا إليسا أنتونيلي
ماريا إليسا مينديز تيكون أنتونيلي (ولدت في 25 فبراير 1984) لاعب كرة طائرة شاطئية برازيلي. تنافست مع تاليتا أنتونيس في دورة الألعاب الأولمبية الصيفية 2012 ، وتأهلت من المجموعة E قبل خسارتها أمام المنتخب التشيكي من كريستينا كولوكوفا وماركيتا سلوكوفا في دور الستة عشر.

## روابط خارجية
- ماريا إليسا أنتونيلي على موقع الاتحاد الدولي beach volleyball database (الإنجليزية)
- ماريا إليسا أنتونيلي على موقع قاعدة بيانات الكرة الطائرة الشاطئية (الإنجليزية)
- ماريا إليسا أنتونيلي على موقع أوليمبيديا (الإنجليزية)